# Finançament local a Espanya
El finançament local d'Espanya (o hisenda local espanyola) són els recursos financers de les corporacions locals de l'Estat Espanyol perquè exercisquen les seues funcions.

## Fonament constitucional
La Constitució Espanyola del 1978 establí tres nivells de govern: el local, l'intermedi (Comunitats Autònomes) i el central. Solament les lleis estatals poden regular la hisenda local espanyola mentre que els governs intermedis poden configurar i organitzar l'ordenació dels governs locals, cosa que la investigadora Maite Vilalta considera una disfunció.
L'art. 142 de la Constitució espanyola remet al legislador ordinari l'establiment de les competències de les entitats locals alhora obligant-lo que establisca que les hisendes locals disposen dels mitjans suficients per a exercir les seues funcions. La hisenda local és, per mandat constitucional, una hisenda mixta que rep recursos per subvenció o participació en la hisenda estatal i autonòmica i en rep pels ingressos tributaris propis. Aquests tributs propis estan gestionats per les entitats locals i són regulats segons els arts. 31 CE (que permet que les s'establisca una llei mentre respecte el principi d'igualtat i progressivitat) i 133 CE (estableix que solament l'Estat pot establir tributs, sent la potestat tributària de les entitats locals de segon grau).
La reforma de les normes reguladores no han arribat a ser una "millora notable i duradora dels aspectes organitzatius i d'hisenda" del règim local.

## Altres normes
El 1988 s'aprovà la Llei 39/1988, reguladora de les Hisendes Locals (LRHL), una norma que modernitzà el sistema de finançament local i el sistema de tributs locals. Encara establia que el finançament es fera sobre impostos reals i tributs patrimonials sobre propietats immobiliàries. Era un model amb encara insuficiència en finançament i autonomia financera. Aquesta llei es limitava a regular les entitats locals bàsiques que són la província i el municipi, deixant la regulació dels altres ens locals a les lleis autonòmiques.
La conseqüència de l'art. 106.3, que tracta sobre la col·laboració entre entitats locals, comunitats autònomes i l'estat, és que en els tributs locals reals siguen gestionats per l'Estat a través del Centre de Gestió i Cooperació Tributària.
Amb aquest llei les entitats locals poden determinar els tipus impositius dels seus tributs dins dels límits de la llei i organitzar les seues despeses de manera lliure. A més, quan una entitat local no compta amb prou recursos per donar els serveis obligatoris podrà rebre per part dels Pressupostos Generals de l'Estat una assignació per cobrir els recursos financers que li falten.
Altres normes estatals que regulen els aspectes del finançament de les entitats locals són:
- Ordre del Ministeri d'Economia i Hisenda de 20 de setembre de 1989 i Reial decret 500/1990 de 20 d'abril: que regulen l'estructura i gestió dels pressupostos dels ens locals.
- Ordres del Ministeri d'Economia i Hisenda del 17 de juliol de 1990: que regula la comptabilitat d'aquestes.
- Reial decret 665/1990 de 25 de maig: la possibilitat de cooperar econòmicament l'estat amb les inversions de nivell local.

La sentència del Tribunal Constitucional 179/1985, de 19 de desembre, declarà que on les Comunitats Autònomes tinguen atribuïda la funció de tutela financera sobre els ens locals serà exclusiva de les tals comunitats autònomes.
El 1989 el pes de la despesa de les entitats públiques en el total del sector públic espanyol era del 14,1% (2.968.645,2 pessetes). Els ingressos eren de 2.973.056,7 de pessetes. Els impostos directes eren el 29,54% dels ingressos corrents; els impostos indirectes el 5,15%; les taxes i contribucions especials, el 26,12%; les transferències corrents el 36,63% i els ingressos patrimonials el 2,57%.
La Llei 6/1991, d'11 de març, reformà la LRHL afectant a l'impost sobre activitats econòmiques tractant de solucionar els problemes que hi havia en l'aplicació d'aquest tribut. El preàmbul del Reial decret 375/1991 del 22 de març afirmava que una de les dificultats aquestes era la "gestió tributària de part dels municipis" per la falta d'infraestructures que li permeteren exercir-la eficaçment.
La LRHL ha sigut modificada diverses vegades per les Lleis de Pressupostos Generals de l'Estat i lleis sectorials.
La Llei 51/2002 reformà la de 1988, sense introduir més autonomia financera.
Dos investigadors consideraren que el model de finançament local és "desencertat" perquè es pretén autofinançar en excés les despeses mitjançant taxes en compte d'impostos.
El 2004 s'aprovà el Reial decret Legislatiu 2/2004, el qual estableix limitacions a l'endeutament de les corporacions locals.
El 2007 s'aprovà el Reial Decret 1463/2007 que regulava l'aplicació de la Llei 18/2001 d'Estabilitat Pressupostària a l'àmbit local. A causa d'aquesta norma, a partir del 2008 es publica el deute dels municipis per exercici econòmic.

## Recursos financers locals
Segons l'art. 2 LRHL, l'hisenda de les entitats locals compta solament aquests recursos:
- Ingressos provinents del seu patrimoni i el dret privat.
- Els tributs propis (que poden ser: taxes, contribucions especials i impostos) i els recàrrecs sobre impostos de les comunitats autònomes o altres ens locals.
- Les participacions en els tributs estatal i de les comunitats autònomes.
- Les subvencions.
- Els recursos percebuts en concepte de preus públics.
- El producte de les operacions de crèdit.
- El producte de les multes i sancions del seu àmbit.
- Les altres prestacions de dret públic.

Els municipis podrien comptar amb tots aquests recursos; les províncies solament amb recàrrecs sobre l'impost municipal sobre activitats econòmiques (art. 124); les àrees metropolitanes solament amb recàrrecs sobre l'impost municipal sobre béns immobles (art. 133); les comarques tindre els recursos establerts per la legislació autonòmica sense poder ser impostos, recàrrecs i participació en tributs estatals (art. 136); les mancomunitats municipals compten amb les aportacions dels municipis integrants (art. 135) i les entitats locals submunicipals poden participar dels tributs del municipi que pertanyen.
Ingressos de dret privat
Són els rendiments del patrimoni local (són els béns i drets reals i personals de l'ens local i "que no estiguen afectats al ús o servei públic") (art. 3 LRHL). Quan el rendiment prové d'una cessió, el qual és extraordinari, no es podrà destinar al finançament de despeses corrents.
Tributs
Els tributs solament poden gravar béns, activitats, rendiments i despeses de dins del territori de l'ens (art. 6). Poden delegar els tributs a les comunitats autònomes i altre entitats locals (art. 7).
Estan regulats per les lleis estatals (Llei General Tributària, Reglament d'Inspecció Tributària i Reglament General de Recaptació).
Les corporacions locals poden establir i exigir tributs segons el marc de les lleis i la Constitució i com no tenen potestat legislativa, es limiten a la potestat reglamentària amb les ordenances fiscals i les ordenances generals de gestió, recaptació i inspecció. L'establiment de tributs per part de les províncies i municipis es fa mitjançant ordenances fiscals, les quals són vigents a partir de la publicació en el butlletí oficial provincial.
Les taxes, preus públics i contribucions especials es basen en el principi del benefici. Aquest estableix que "la major part dels seus tributs suposen una contraprestació pecunària per la part divisible de les seues obres o serveis públics".
Segons l'art. 20 LRHL, la contraprestació serà taxa quan al prestar l'activitat siga a la vegada: sol·licitat o rebuda de manera obligatòria i que no puguen ser prestades per iniciativa privada, que siguen activitats prestades que requereixen manifestació d'autoritat o que siguen serveis públics que tenen declarada la reserva en favor de les entitats locals. Aquestes solen ser les activitats de seguretat, salubritat, proveïment a la població i assumptes urbanístics. I la contraprestació serà un preu públic per al cas dels altres recursos: deriven de l'ús del domini públic o per prestar l'activitat que no siga de recepeció o prestació obligatòria i no poder ser preestables per inicitiva privada.
Els impostos municipals són obligatoris (Impost sobre Béns Immobles, Impost sobre Activitats Econòmiques i Impost sobre Vehicles de Tracció Mecànica) o facultatius (Impost sobre construccions, instal·lacions i obres i l'Impost sobre l'increment del valor dels terrenys urbans més el recàrrecs).